# Тевфик-бей Абу-з-Зия
Тевфик-бей Абу-з-Зия (1848—1912) — один из наиболее видных участников раннего младотурецкого движения.
Западник, сподвижник Намык Кемаль-бея и Ахмед Мидхада, занимает видное место в истории просвещения турок как издатель и редактор многих газет и журналов («Сирадж» и другие), а также как первый организатор технически усовершенствованных типографий в Турции (с 1880 года).
Абу-з-зия выпустил большое количество научно-популярных книг («Библиотека знаменитостей», «Библиотека новейших достижений наук» и многие другие) и получивших большое распространение календарей. Кроме того он издал своеобразную малую литературную энциклопедию, произведения различных турецких авторов. Особенно ценен его энциклопедический словарь типа Larousse — «Лугати Абу-з-Зия».
В «Образцах османской литературы» он прежде всего преследовал националистические цели. Абу-з-Зия — один из первых значительных литературных критиков. Он принял руководящее участие в обсуждении турецкой печатью проекта Мирзы Фатали Ахундова о реформе арабского алфавита, рассматривавшегося в «Османском научном обществе». Абу-з-Зия был весьма популярен как драматург.